# Bäckerei Haverland
Die Bäckerei Haverland ist ein deutsches Backunternehmen und die älteste Pumpernickelbäckerei der Welt.
Jörgen Haverlanth gründete 1570 die Bäckerei im frühneuzeitlichen Soest. Ab 2007 gehörte der vormalige Familienbetrieb zur heristo AG. Die Kuchenmeister GmbH übernahm die Firma bei gleichzeitiger Erhöhung der Einlage im Jahr 2010.

## Geschichte
Im 16. Jahrhundert gehörte Soest zu den bedeutendsten Städten in Deutschland und war Mitglied im Hansebund. Zu dieser Zeit kam es häufig zu Belagerungen, so dass Notrationen, die lange haltbar waren, eine große Bedeutung hatten. So soll auch Pumpernickel entstanden sein, um hungrigen Zeiten entgegenzuwirken.
Die Linie der Soester Familie Haverland lässt sich bis ins 15. Jahrhundert zurückverfolgen. Ein Familienzweig der Haverlands war schon früh dem traditionellen Bäckerhandwerk verschrieben. Hierzu gehörte auch Jörgen Haverlanth, der in Soest als Bäcker und Richtmann (Richter) lebte. Der im Jahr 1570 geborene Jörgen Haverlanth gründete die heute noch bestehende Bäckerei Haverland. Das Pumpernickel-Rezept soll, so die Familienlegende, durch Zufall entstanden sein. Während der Soester Fehde in den Jahren 1444–1447 soll die Frau des Bäckers Nicolaus Haverland den Brotteig im langsam erkaltenden Backofen vergessen haben. Aus dem Versehen wurde dann das bis heute beliebte Pumpernickel-Rezept.

## Herstellung
Bei der Zubereitung des hundertprozentigen Roggenschrotbrotes der Bäckerei Haverland wurden früher keinerlei chemische Zusätze verwendet.
Roggenschrot, Wasser und eine jahrhundertealte Erfahrung im Umgang damit reichten, um dieses naturreine Produkt herzustellen. Bei nur wenig über 100 Grad reifte der Pumpernickel in 24-stündiger Backdauer nährstoffschonend heran. Durch die Hitzesterilisation bei 100 Grad gelang es, den Pumpernickel auch ohne Konservierungsstoffe haltbar zu machen. In Dosenverpackung hielt er mindestens ein Jahr.
Inzwischen hat sich die Rezeptur geändert und neben Roggenvollkornschrot und Wasser werden nun auch Zuckerrübensirup, Salz, Gerstenmalzextrakt und Roggenmehl eingesetzt.

## Sortiment
Heute umfasst das Sortiment an Backwaren der Bäckerei Haverland mehr als 30 verschiedene Artikel, die in der Produktionsstätte im westfälischen Soest gebacken werden.

## Historisches

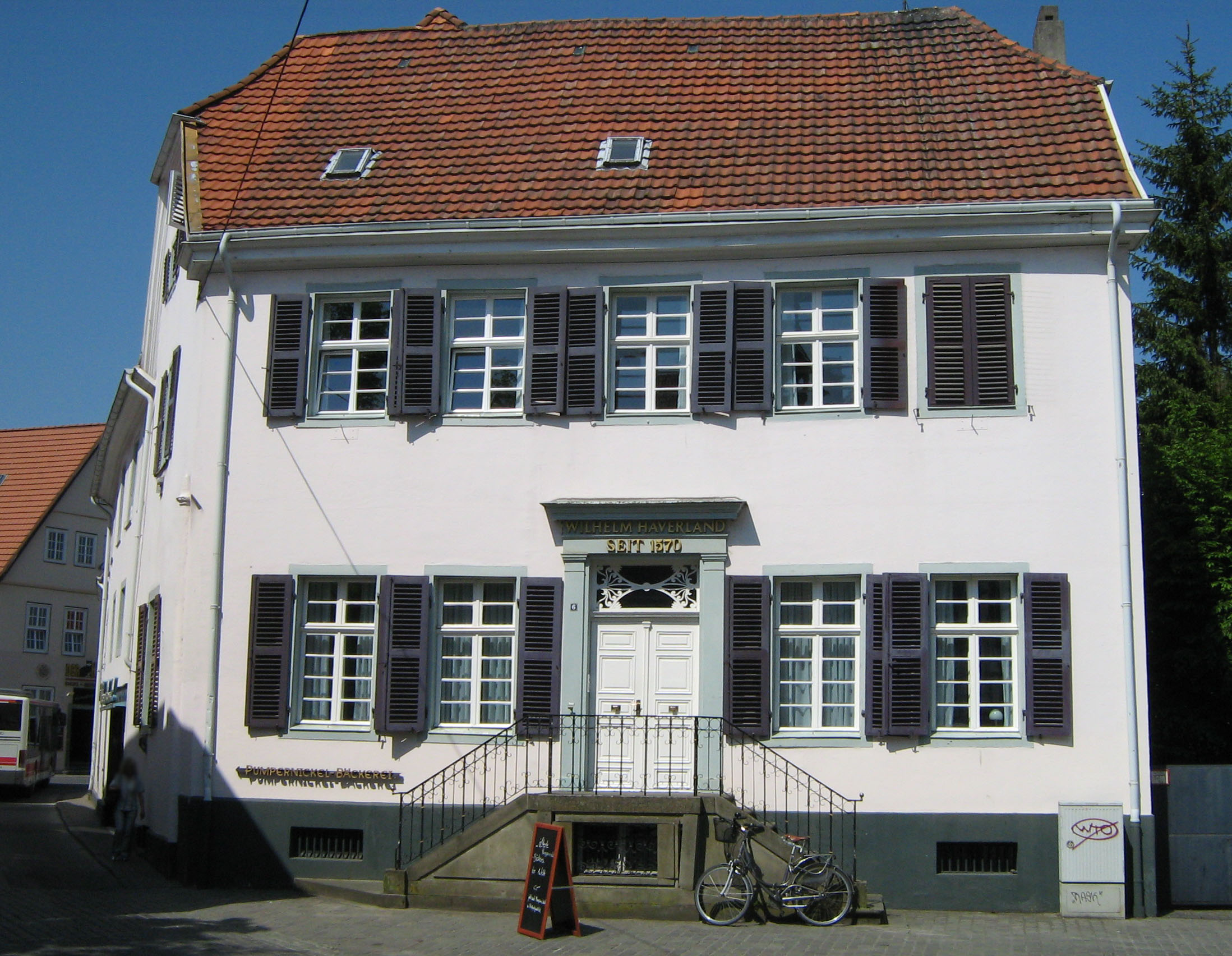
Bäckerei Haverland

Das Stammhaus der Bäckerei Haverland am Markt 6 in Soest steht heute unter Denkmalschutz.